# آربی‌جی
آربی‌جی فیلمی مستند به کارگردانی جولی کوهن و بتسی وست است که در سال ۲۰۱۸ منتشر شد. از بازیگران آن می‌توان به گلوریا استاینم اشاره کرد. این فیلم روی زندگی روث بیدر گینزبرگ (آربی‌جی) قاضی دستیار در دیوان عالی ایالات متحده آمریکا متمرکز است. این فیلم در نود و یکمین دوره جوایز اسکار نامزد جایزه اسکار بهترین فیلم مستند شده‌است.